# Aarhus (meteorito)
El meteorito de Aarhus es un meteorito de tipo condrita H que cayó en la Tierra en 1951 en Aarhus, Dinamarca. La fragmentación del meteorito justo antes del impacto permitió que el impacto no fuera dramático y dos piezas, conocidas como Aarhus I y Aarhus II, fueron recuperadas.

## Historia
En el crepúsculo del 2 de octubre de 1951 apareció un bólido sobre Alemania que viajó en dirección norte durante 300 km antes de fragmentarse a unos 31 km de altitud. El bólido fue visto en toda Dinamarca, así como en el sur de Noruega y Suecia. Tras escucharse detonaciones, se vio como un fragmento de unos 300 g caía cerca de la ciudad danesa de Aarhus a las 18:15. Dicho fragmento (el denominado Aarhus I) se rompió en cuatro pedazos, siendo encontrado en el pequeño bosque de Riis Skov sólo unos minutos después del impacto.
Unos días más tarde se recuperó una piedra de 402 g intacta (Aarhus II).
Ambas piedras se hallaban en gran parte cubiertas por costra de fusión.
En la actualidad, la mayor parte del meteorito se almacena en el Museo de Historia Natural de Dinamarca en Copenhague.
Hay fragmentos más pequeños en el Museo Americano de Historia Natural de Nueva York y en el Museo Nacional de Historia Natural de Washington D. C.

## Composición
El meteorito Aarhus está compuesto fundamentalmente por olivino y ortopiroxeno (75% en peso aproximadamente), junto a sulfuros de hierro y hierro-níquel metálico (20% en peso). También contiene silicatos accesorios y fosfatos. Los cóndrulos se observan fácilmente.

## Clasificación
El meteorito Aarhus es una condrita H, lo que está corroborado por su contenido total de hierro (26% en peso aproximadamente) y por la composición del olivino (Fa18).
El tamaño moderado de los granos y cristales de olivino y ortopiroxeno sugieren que su tipo petrológico es H6, aunque la presencia de varias especies de piroxenos y sulfuros (troilita, pentlandita e isocubanita entre otros) indica una complejidad que no es habitual en otras condritas H6.